# Јован (војсковођа)
Јован (537—553), нећак побуњеног генерала Виталијана, био је источно-римски (византијски) генерал под Јустинијаном I (в. 527-565), који је био активан у Готском рату у Италији и против Гепида на западу Балканског полуострва. Био је ожењен са Јустином, кћерком Јустинијиног рођака Германа.